# 普通銀行
普通銀行（日语：／）是日本銀行法上的「銀行」（同法2條1項）。即該法4條1項定義之獲得內閣總理大臣執照的銀行業者。定義上包含取得銀行牌照的外國銀行，但在法令上也有未包含的情況存在。

## 概要
銀行法中單稱「銀行」，但在銀行法與該法命令以外之法令，「銀行」原則上（非銀行法上的銀行）包含長期信用銀行（長期信用銀行法18條），因此用「普通銀行」來指稱銀行法上的銀行（更生特例法2條1項1號、合併轉換法2條1項1號、振替法262條3項等）。

## 業務範圍
普通銀行經營以下業務，且不能經營其他業務。
- 銀行業
  1. 受理存款、定存或互助會款（日语：相互銀行）
  2. 資金貸款或商業票據
  3. 票據交易
- 附隨業務 : 銀行業的附隨業務。
  1. 債務保證或單據承銷
  2. 有價證券（第5點規定對象與短期社債等除外）買賣（有價證券相關衍生品交易除外）或有價證券相關衍生品交易（限投資或書面代理）。
  3. 有價證券貸款
  4. 國債、地方債、政府保證債（日语：政府保証債）（以下通稱「政府債券」）的有價證券發行（賣出目的除外）或政府債券發行業務
  5. 金錢請求權之取得或轉讓
  6. 某些作為指定金錢請求權之標的資產之證券化商品承銷（賣出目的除外）或相關的有價證券發行
  7. 短期社債等取得或轉讓
  8. 有價證券私募業務
  9. 地方債或社債等其他債券發行或管理委託業務
  10. 其他金融業者（外國銀行除外）業務（第11點除外）代理或仲介（限定銀行法施行規則13條所規定之事項）
  11. 外國銀行業務代理或仲介
  12. 國家、地方公共團體、公司等資金儲蓄外的其他資金相關業務
  13. 有價證券、貴金屬外的其他物品保管
  14. 產業轉移
  15. 貨幣兌換
  16. 金融衍生工具交易（有價證券相關衍生品交易除外）（第5點規定對象除外）
  17. 金融衍生工具交易（有價證券相關衍生品交易除外）仲介、代理
  18. 利息、貨幣價格、商品價格、碳排放價格以外的期貨和遠期合約、金融衍生工具交易，排放權衍生品交易（第19點「金融衍生工具交易」）（第5點與第16點業務除外）
  19. 金融衍生工具交易仲介、代理（第17點業務與利用上市商品組成產品之商品市場的部分店頭商品衍生品交易仲介、代理除外。）
  20. 有價證券相關店頭衍生品交易（與有價證券相關店頭衍生品交易相關之有價證券在第5點規定與短期社債等以外的情況時，僅限於差價合約交易。第21點相同）（第2點之業務除外）
  21. 有價證券相關店頭衍生品交易仲介、代理
  22. 機械類以外物件的融資租賃業務
  23. 第22點業務的代理或仲介
- 其他業務
  1. 投資諮詢業務
  2. 其他證券相關業務（附隨業務除外）
  3. 自願信託相關業務
  4. 碳排放權取得或轉讓等契約簽訂或其仲介、代理業務（附隨業務除外）

### 普通銀行區分
日本的普通銀行分為以下類型。
- 都市銀行 - 瑞穗銀行、三菱東京UFJ銀行、三井住友銀行與里索那銀行
- 地方銀行
  - 地方銀行 - 全國地方銀行協會（日语：全国地方銀行協会）加盟64行
  - 第二地方銀行 - 第二地方銀行協会會（日语：第二地方銀行協会）加盟41行（1989年2月1日以後從相互銀行（日语：相互銀行）轉為普通銀行的39行、信用金庫（日语：信用金庫）轉為普通銀行的八千代銀行、及接收破產的第二地銀加盟行業務的東京之星銀行）
  - 其他 - 埼玉里索那銀行（有時包含在都市銀行）
- 信託銀行
  - 經營個人信託業務的信託銀行（過去稱「專業信託」） - 三菱UFJ信託銀行、瑞穗信託銀行、三井住友信託銀行（里索那銀行雖是都市銀行，但由於前身大和銀行也與信託銀行一樣進行同等業務，因此屬於信託兼營行）
  - 外國銀行系信託銀行 - 纽约梅隆信託銀行、道富信託銀行
  - 金融機關或一般企業的子公司信託銀行 - SMBC信託銀行（日语：SMBC信託銀行）、野村信託銀行（日语：野村信託銀行）、歐力士銀行（日语：オリックス銀行）等
  - 資產管理銀行 - 日本Master Trust信託銀行、資產管理服務信託銀行（日语：資産管理サービス信託銀行）、日本Trustee Service信託銀行（日语：日本トラスティ・サービス信託銀行）
- 新形態銀行（日语：新たな形態の銀行）
  - 網路銀行 - 日本網路銀行（日语：ジャパンネット銀行）、樂天銀行、自分銀行（日语：じぶん銀行）、住信SBI網路銀行、索尼銀行與大和Next銀行（日语：大和ネクスト銀行）
  - 全國ATM網 - Seven銀行（日语：セブン銀行）、永旺銀行（日语：イオン銀行）
  - 購物商場顧客為對象 - 永旺銀行（日语：イオン銀行）
  - 中小企業融資為主體 - 新銀行東京（日语：新銀行東京）（因加入信託協會（日语：信託協会），有時也列入信託銀行）
  - 暫時接收破產銀行 - 整理回收機構（日语：整理回収機構）
- 外國銀行在日分行 - 美國銀行等
- 其他 - 郵貯銀行、新生銀行、青空銀行、花旗銀行、SBJ銀行（日语：SBJ銀行）

另外，株式會社商工組合中央金庫與長期信用銀行雖與普通銀行是一樣的股份公司形態，但由於根據法不同，不屬於普通銀行。

### 過去存在的其他形態銀行
- 國立銀行（日语：国立銀行 (明治)） → 明治時代初期依國立銀行條例（日语：国立銀行条例）設置。日本銀行設立後轉為普通銀行。
- 储蓄银行 → 貯蓄銀行廢止後轉為普通銀行。
- 相互銀行（日语：相互銀行） → 相互銀行法（日语：相互銀行法）廢止後轉為普通銀行。
- 外匯銀行 - 東京銀行（現三菱東京UFJ銀行）是唯一的外匯銀行，在與普通銀行三菱銀行合併後消滅，外匯銀行法（日语：外国為替銀行法）也已廢除。
- 長期信用銀行 → 長期信用銀行法在內的制度雖仍存在，但全都與都市銀行合併或轉為普通銀行。